# Scutellaria hybrida
Scutellaria hybrida là một loài thực vật có hoa trong họ Hoa môi. Loài này được Strail miêu tả khoa học đầu tiên năm 1863.